# Isis (série télévisée)
Pour les articles homonymes, voir Isis (homonymie).
Isis (The Secrets of Isis) est une série télévisée américaine en 22 épisodes de 25 minutes produite par Filmation et diffusée du 6 septembre 1975 au 30 octobre 1976 sur le réseau CBS.
Cette série est inédite dans tous les pays francophones.

## Synopsis
En effectuant des fouilles archéologiques en Égypte, la scientifique Andrea Thomas déniche une amulette appartenant à une ancienne divinité appelée Isis. Lorsqu'un danger advient, elle fait appel à cette déesse grâce au bijou et se transforme en super héroïne capable de commander aux éléments.

## Fiche technique
- Créateur : Marc Richards
- Producteur : Arthur H. Nadel
- Producteurs exécutifs : Norm Prescott, Richard M. Rosenbloom et Lou Scheimer
- Supervision des histoires : Frank Tudisco, Marshall J. Wolins, Cleo Anton et May Wale Brown
- Musique : Ray Ellis et Norm Prescott
- Directeur de la photographie : Robert F. Sparks
- Montage : Ray Williford, Dick Reilly, Jim Gross, James Potter et Bill Moore
- Distribution : Ross Brown, Fran Bascom et Meryl O'Loughlin
- Effets spéciaux de maquillage : Maurice Stein et John Norin
- Création des costumes : Thalia Phillips
- Compagnie de production : Filmation
- Compagnie de distribution : Columbia Broadcasting System
- Langage : Anglais Mono
- Durée : 25 minutes
- Image : Couleurs
- Ratio : 1.33:1 plein écran
- Format : 16 mm

 Sauf indication contraire, les informations mentionnées dans cette section peuvent être confirmées par la base de données cinématographiques IMDb,  présente dans la section « Liens externes ».

## Distribution
- Joanna Cameron : Andrea Thomas / Isis
- Brian Cutler : Rick Mason
- Joanna Pang : Cindy Lee (saison 1)
- Ronalda Douglas : Renée Carroll (saison 2, récurrente saison 1)
- Albert Reed, Jr. (en) : Dr Joshua Barnes (récurrent)

## Épisodes

### Première saison (1975)
1. Lumières sur la montagne du mystère (The Lights of Mystery Mountain)
2. Les Voleurs de voitures (Fool's Dare)
3. Les Traces du léopard (Spots of the Leopard)
4. Le Son du silence (The Sound of Silence)
5. Le Perchoir de Rockhound (Rockhound's Roost)
6. Lucky (Lucky)
7. Le Monstre (Bigfoot)
8. Un ami dans le besoin (How to find a Friend)
9. Le Spectacle (The Showoff)
10. L'Étranger (The Outsider)
11. Sans tambours, ni trompettes (No Drums, No Trumpets)
12. Une drôle de fille (Funny Girl) (Cross-over avec Shazam!)
13. La Conductrice (Girl Driver)
14. Scuba Duba Doo (Scuba Duba Doo)
15. Rêves de vol (Dreams of Flight)

### Deuxième saison (1976)
1. L'Aveugle (Seeing Eye Horse)
2. L'Auto-stoppeur (The Hitchhiker)
3. Le Clown de la classe (The Class Clown)
4. La Cheerleader (The Cheerleader)
5. L'Année du dragon (Year of the Dragon)
6. Maintenant vous le voyez ... (Now you see it…) (Cross-over avec Shazam!)
7. …Et maintenant vous ne le voyez pas ! (…and now you don't) (Cross-over avec Shazam!)

## Cross-over avecShazam!
Le personnage de Captain Marvel apparaît dans trois épisodes de la série pour aider Isis,,.

## Adaptation en bandes dessinées et retour à la télévision
C'est à la suite du succès de la série télévisée que le personnage d'Isis sera intégré à l'univers de DC Comics à partir d'octobre 1976.
Isis aura droit à son magazine à partir de novembre 1976. Il durera le temps de huit numéros jusqu'en 1978. Elle reviendra par la suite dans les bandes dessinées de DC Comics avant de refaire une apparition dans la série télévisée Smallville sous les traits d'Erica Durance par une astuce scénaristique : Isis prenant possession du corps de Loïs Lane.
Le personnage fera un retour à la télévision en 2017 dans la série Legends of Tomorrow sous les traits de l'actrice Tala Ashe.

## DVD
- L'intégrale de la série est sortie en Zone 1 en coffret 3 DVD chez BCI en version originale non sous-titrée, mais contenant de nombreux suppléments (Interviews des acteurs, commentaires audio, spots télé, musique isolée, galerie de photos, comic book, épisode animé tiré de la série The Freedom Force, scripts sur DVDROM ainsi qu'un livret collector[8]).